# Wollaston Forland
Wollaston Forland is een schiereiland in Nationaal park Noordoost-Groenland in het oosten van Groenland.
Het schiereiland is vernoemd naar William Hyde Wollaston.

## Geografie
Het gebied wordt in het noorden begrensd door het Lindemanfjord en de Hochstetterbaai, in het oosten door de Groenlandzee, in het zuiden door de Gael Hamke Bugt en in het zuidwesten door de Young Sund.
Aan de overzijde van het water ligt in het noorden het eiland Shannon, in het noordoosten het eiland Sabine Ø, in het zuidwesten Clavering Ø en in het noordwesten Kuhn Ø. Het schiereiland zit in het westen vast aan A.P. Olsenland.
Op het eiland ligt aan de zuidwestkust de militaire basis Daneborg.